# Fernando Cárdenas
Fernando Antonio Cárdenas Arredondo (Cartago, 30 aprile 1988) è un ex calciatore colombiano, di ruolo centrocampista.

## Carriera
Ha giocato nella massima serie dei campionati colombiano, nordamericano (statunitense) e costaricano.

## Palmarès

### Club

#### Competizioni nazionali
- Súper Liga: 1

Santa Fe: 2013